# Andre Pung

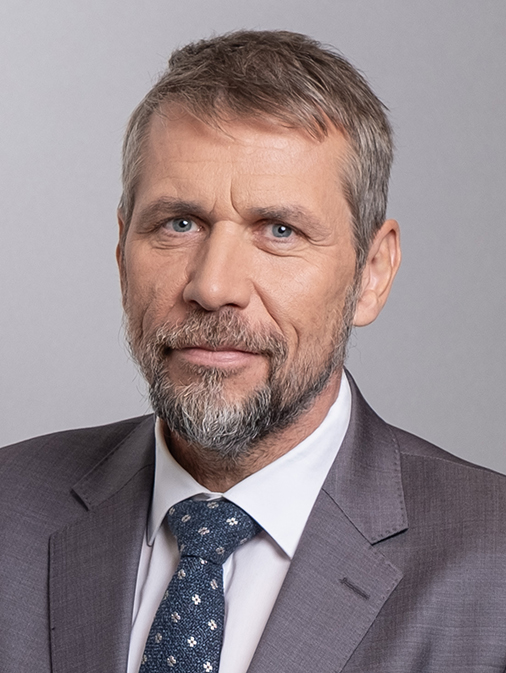
Andre Pung (2024).

Andre Pung (* 28. März 1970 in Tartu) ist ein estnischer Diplomat.

## Leben und Diplomatie
Pung studierte Kleinmaschinenbau an der Technischen Universität Tallinn.
Seit 1993 ist er im diplomatischen Dienst der Republik Estland tätig. Nach einer Tätigkeit in der Außenwirtschaftsabteilung des estnischen Außenministeriums in Tallinn arbeitete er von 1996 bis 1999 als Wirtschaftsreferent an der estnischen Botschaft in Riga. Danach war Pung von 2001 bis 2005 estnischer Generalkonsul in Sankt Petersburg.
Im Mai 2006 löste er Simmu Tiik als estnischen Botschafter in Irland ab. Pung ist damit der zweite in Irland residierende Botschafter des Landes gewesen. 2010 kehrte er als Leiter der Abteilung für Außenwirtschaftspolitik und Entwicklungszusammenarbeit in die Zentrale des estnischen Außenministeriums nach Tallinn zurück.
Seit Mai 2011 ist Pung erster estnischer Botschafter in Kuwait. Er hat seinen Dienstsitz in Tallinn.

## Privatleben
Andre Pung ist verheiratet und hat zwei Kinder.